# Lodown Magazine
Lodown Magazine ist eine unabhängige Zeitschrift für Populärkultur und junge Sportarten.
Die Zeitschrift ist im Querformat und entwickelt für jede Ausgabe ein komplett neues Design, so dass jedes Heft individuell an Inhalt und Zeit angepasst ist.

## Erscheinung und Auflage
Lodown Magazine erscheint fünf Mal im Jahr und wird mit einer Auflage von 40.000 produziert. Das englischsprachige Magazin gilt als Sammlerstück und wird in Berlin publiziert und weltweit vertrieben.

## Geschichte
1995 gründete Thomas Marecki alias Marok das Lodown Magazine und entwickelte es zu einem einflussreichen, visuellen Bestandteil der internationalen Board-, Street- und Graffitiszene. Heute befasst es sich vermehrt mit zeitgenössischer Kunst, Musik, Film, Mode, Lifestyle und Literatur.
Bis zur Ausgabe Nr. 13 (September 1998) hatte das Magazin eine Klammerheftung und wechselte dann wegen der zunehmenden Inhaltsmenge zu einer Klebebindung.
Im März 2004, mit der Ausgabe Nr. 40, änderte sich das Seitenformat geringfügig von ursprünglichen 220 mm × 280 mm zu 233 mm × 265 mm. Seitdem verwendet es als Gestaltungselement und als heutiges charakteristisches Merkmal, mehrere Papiersorten innerhalb einer Ausgabe.
Seit 2006 wurden immer wieder Gastdesigner für die Gestaltung einer Ausgabe des Magazins verpflichtet.
Exklusive Beiträge wurden unter anderem erstellt von Kaws, Futura 2000, Eric Haze, Matt Irving, Mirko Borsche, Don Pendleton, Åbäke, Manuel Bürger oder Marc Brandenburg. Seit 2008 gibt es zusätzlich jährlich eine monothematische Sonderausgabe, die sich ausschließlich zeitgenössischer Kunst widmet.

## Auszeichnungen
Lodown Magazine wurde mehrfach beim LeadAward nominiert und ausgezeichnet.
- LeadAward 2011 ZEITSCHRIFTEN: Illustrationsbeitrag des Jahres, 1. Platz: "Value" Sonderausgabe mit Arbeiten von 29 Illustratoren und Künstlern, "Lodown Artspecial" Nr. 02[1]

- Nominiert für den Designpreis der Bundesrepublik Deutschland 2008

- LeadAward 2007 FOTOGRAFIE: Reportagefotografie des Jahres, 1. Platz: Edmund Leveckis "Tales from the Underground", "Lodown" Nr. 51[2]

- LeadAward 2004 FOTOGRAFIE: Still-Life-Fotografie des Jahres, 3. Platz: Aram Dikicyan "Every which way", aus "Lodown" Nr. 36[3]

- LeadAward 2003 ENTERTAINMENT:  Online-Magazin des Jahres, 1. Platz: "Lodown" lodown.com[4]

## Projekte (Auswahl)

### Books
- Lodown Graphic Engineering Pt.1. Die Gestalten Verlag 1999
- Schizophrenic! Lodown graphic engineering Pt.2. Die Gestalten Verlag 2000

### DVD / Videos
- 1997 Super Lo8
- 2001 Super Lo8 Pt.2
- 2003 Gas DVD Super Lo8 Chronicles, Design Exchange